# برادر مزاحم من
برادر مزاحم من یا به‌خاطر برادرم (انگلیسی: My Annoying Brother؛ کره‌ای: 형، به معنی «برادر بزرگتر») فیلم کمدی درام ساخت کره جنوبی سال ۲۰۱۶ با بازی جو جونگ-سوک، دو کیونگ-سو و پارک شین هه است. این فیلم در کره جنوبی توسط سی‌جی انترتینمنت در ۲۳ نوامبر ۲۰۱۶ اکران شد. این فیلم در صدر جدول باکس آفیس داخلی قرار گرفت و بیش از یک میلیون تماشاگر در عرض چهار روز پس از انتشار آن به دست آورد. این فیلم در اواسط دسامبر به سه میلیون بیننده رسید. این فیلم در ۱۹ مه ۲۰۱۷ در ژاپن اکران شد. این فیلم دوبله و بارها از شبکۀ نمایش پخش شده است.

## خلاصه داستان
ورزشکار ملی جودو، دو-یونگ (دو کیونگ-سو)، در طی یک رویداد بین‌المللی به اعصاب بینایی خود آسیب می‌رساند و بینایی خود را برای همیشه از دست می‌دهد. برادر بزرگترش دو-شیک (جو جونگ-سوک) که از دو-یونگ دور شده‌است، از این بحران ناگهانی او برای عفو مشروط از زندان بهره می‌برد. برای دو-یونگ که در نوجوانی والدینش را در یک تصادف از دست داده و از آن زمان مجبور بود از پس خودش بربیاید، خبر بازگشت دو-شیک به خانه باعث استرس اضافی برای او بود. او به سختی خود را با این واقعیت وفق می‌دهد که از حالا برای بقیهٔ عمرش نابینا است، اما اکنون باید با برادر کلاهبردارش سر و کار داشته باشد.

## بازیگران

### بازیگران اصلی
- جو جونگ-سوک در نقش گو دو-شیک
  - جون ها-نول در نقش کودکی دو-شیک
- دو کیونگ-سو در نقش گو دو-یونگ
  - جونگ جی-هون در نقش کودکی دو-یونگ
- پارک شین-هه در نقش لی سو-هیون

### سایر بازیگران
- کیم کانگ-هیون در نقش ده-چانگ
- جی ده-هان در نقش مدیر ورزشکاران ملی
- لیم چول-هیونگ در نقش جونگ نون-نام
- لی دو-یون در نقش یک دختر در کلوپ با دو-یونگ
- کیم جین-هی در نقش یک دختر در کلوپ با دو-شیک
- سون سان در نقش بازرس آزادی مشروط
- شیم هون-گی در نقش بازرس آزادی مشروط
- جونگ جه-این مالک سوپر
- مون جی-هیون در نقش یک کارمند بانک
- کانگ دو در نقش فروشندهٔ اتوموبیل‌های خارجی
- گو هیه-ریونگ در نقش کارکنان بخش توانبخشی
- لی سانگ-هون در نقش کارکنان بخش توانبخشی
- جونگ یو-جین در نقش معشوقهٔ جوان
- پارک جه-هان در نقش پلیس
- سون می-هی در نقش پرستار راهرو
- جونگ دونگ-کیو در نقش پزشک
- لی میونگ-ها در نقش زنی در بیمارستان
- چون سوک-هیون در نقش یک کارمند بیمارستان
- جون کی-یونگ در نقش گوینده
- چوی مین-هو در نقش گوینده
- بائه سونگ-جه در نقش جودو کستر
- کوان جی-هون در نقش بازیکن ژاپنی
- ماما دالیو پار در نقش بازیکن ترکیه‌ای
- جو ون-هی در نقش پدر دو-شیک
- لی یون-سو در نقش مادر دو-شیک
- نو یونگ-هی در نقش یک خانم در محله
- هونگ میونگ-گی در نقش راننده برگزیده
- کوان بوم-تک در نقش نگهبان
- لی هان-نی در نقش صدای پزشک

## تولید
فیلم‌برداری در ۱۹ اکتبر ۲۰۱۵ در سونگ‌پا، سئول، کره جنوبی آغاز شد و در ۳۱ دسامبر به پایان رسید.

## بازخورد
آژانس خبرگزاری یونهاپ این فیلم را یک کمدی فرموله‌شده نامید اما با این وجود تماشای آن «خنده دار و لذت بخش» بود. جو جونگ-سوک و دو کیونگ-سو هر دو به خاطر عملکردشان و شیمی بین آن‌ها که به بالابردن فیلم کمک کرد، مورد ستایش قرار گرفتند.

## جوایز و نامزدی‌ها
| سال  | مراسم جوایز                                    | دسته                      | گیرنده      | نتیجه    | منبع   |
| ---- | ---------------------------------------------- | ------------------------- | ----------- | -------- | ------ |
| ۲۰۱۷ | پنجاه و سومین دورهٔ جوایز هنری بکسانگ           | بهترین بازیگر تازه‌کار مرد | دو کیونگ-سو | نامزدشده | [ ۱۱ ] |
| ۲۰۱۷ | پنجاه و سومین دورهٔ جوایز هنری بکسانگ           | محبوب‌ترین بازیگر مرد      | دو کیونگ-سو | برنده    | [ ۱۱ ] |
| ۲۰۱۷ | جوایز ستاره درخشان فیلم کره‌ای                  | جایزه تازه‌کار             | دو کیونگ-سو | برنده    | [ ۱۲ ] |
| ۲۰۱۷ | سیزدهمین جشنواره بین‌المللی موسیقی و فیلم جه‌چون | جایزه ستاره               | دو کیونگ-سو | برنده    | [ ۱۳ ] |
| ۲۰۱۷ | سی و هشتمین مراسم جوایز فیلم اژدهای آبی        | بهترین بازیگر تازه‌کار مرد | دو کیونگ-سو | برنده    | [ ۱۴ ] |